# Josep Maria Vallès i Torner
Josep Maria Vallès i Torner   (Barcelona, 1947) es un autor de còmics, editor i coordinador editorial, vinculat a publicacions, com ara, Por Favor, Muchas gracias, Hermano Lobo, El Papus, El Víbora, TMEO o Makoki. Vallès ha participat, a més, en diverses produccions cinematogràfiques.
Entra al món cinematogràfic a final de la dècada del 1960, muntant cineclubs i exercint diverses comeses en curts de Francesc Bellmunt, Ramon Font, Pere Balsach, Segismon Molist i Ferran Alberich, en les productores Vértigo, Pac Films i Films de Lluna, que fundà el 1974. Com a realitzador debutà dirigint un episodi del llarg Pastel de sangre (1971) al costat de Jaime Chávarri, F. Bellmunt i Emilio Martínez-Lázaro, al qual seguiren els documentals L’humor (1978) i Els naturistes (1981). D’altra banda, com a director de curts d’animació, ha produït, realitzat i estrenat Farigol (1970) amb muntatge de F. Bellmunt; Els titelles (1975), amb Titelles Garibaldi de Barcelona; Zero mig partit pel mig (1976); Bye,bye yayo (1977), que és l'esquetx no inclòs al llarg Historias de amor y masacre, on presenta una sàtira àcida del dictador Franco; Obriu-li a l’amor la teva porta (1982); Cent personatges en busca d’autor. Primera part (1982); De cara al públic (1983); Els meus veïns (1983); Una altra secta desarticulada (1984), i Si m’ho permet (1990). El seu equip tècnic habitual és format per José Jorna (fotografia de truca) i Anastasi Rinos (muntatge).
Des del 1965, ha col·laborat en revistes d’humor com ara Mata Ratos, "Bel", Hermano Lobo, Garbo, El Papus, Fotogramas, "Jano", "Mundo Joven", "El Noticiero Universal", "Userda", "El Periódico de Catalunya", "Videostar", "Cul-de-Sac", "Bésame Mucho", "Complot", Makoki, "Actual", El Víbora i molt en particular a la revista d’humor Por Favor. Té publicats diversos àlbums de dibuix humorístic, també fou codirector de la revista d’humor Muchas Gracias (1975) i editor de Por Favor. 10º Aniversario (1984). El 1986 obtingué el premi Gaziel de Periodisme i el 1992 publicà ¡La madre que nos parió! Cómo aguantar a mamá. Ha estat guionista de programes televisius i treballa a la cadena privada City TV.